# Adolf Wagner (sollevatore)
Adolf Wagner (Essen, 27 giugno 1911 – Essen, 9 aprile 1984) è stato un sollevatore tedesco che ha gareggiato nelle categorie dei pesi leggeri (fino a 67,5 kg) e dei pesi medi (fino a 75 kg).

## Biografia
Nel 1934 vinse la medaglia di bronzo ai Campionati europei di Genova nei pesi leggeri. Due anni dopo partecipò alle Olimpiadi di Berlino 1936, gareggiando nella categoria superiore dei pesi medi, nella quale vinse la medaglia di bronzo con 352,5 kg. nel totale su tre prove, alle spalle dell'egiziano Khadr El-Touni (387,5 kg.) e del connazionale Rudolf Ismayr, il quale ottenne lo stesso risultato di Wagner ma gli fu assegnata la medaglia d'argento per via del suo peso corporeo leggermente inferiore.
Nel 1937 vinse la medaglia d'argento ai Campionati mondiali di Parigi, terminando dietro allo statunitense John Terpak.
Wagner si rifece, però, l'anno successivo ai Campionati mondiali di Vienna, quando riuscì ad ottenere il suo più grande successo internazionale, vincendo la medaglia d'oro con 367,5 kg. nel totale, davanti al connazionale Ismayr (360 kg.) ed a John Terpak (357,5 kg.).
Fu fatto prigioniero durante la 2ª guerra mondiale e venne liberato alla fine della stessa; decise così di riprendere gli allenamenti e le competizioni di sollevamento pesi, ottenendo risultanti confortanti a livello nazionale, fino al 1952, quando mancò la qualificazione alle Olimpiadi di Helsinki.
Successivamente diventò allenatore della nazionale tedesca di sollevamento pesi, durante anni difficili per il suo Paese in questa disciplina sportiva, e poi lavorò nel dipartimento dello Sport della Città di Essen.